# Calum Ritchie
Calum Ritchie, född 21 januari 2005, är en kanadensisk professionell ishockeyforward som spelar för Oshawa Generals i Ontario Hockey League (OHL) under kontrakt med New York Islanders i National Hockey League (NHL). Han draftades som 27:e totalt av Colorado Avalanche vid NHL Entry Draft 2023 med vilka han spelade sju matcher för.

## Statistik

### Klubbkarriär
| 2021–22    | Oshawa Generals    | OHL        | 65 | 19 | 26 | 45 | 12 | 6  | 4 | 3  | 7  | 4  |
| 2022–23    | Oshawa Generals    | OHL        | 59 | 24 | 35 | 59 | 35 | 5  | 2 | 4  | 6  | 2  |
| 2023–24    | Oshawa Generals    | OHL        | 50 | 28 | 52 | 80 | 20 | 21 | 8 | 22 | 30 | 16 |
| 2024–25    | Colorado Avalanche | NHL        | 7  | 1  | 0  | 1  | 0  | —  | — | —  | —  | —  |
| 2024–25    | Oshawa Generals    | OHL        | 47 | 15 | 55 | 70 | 50 | 21 | 9 | 16 | 25 | 22 |
| NHL totalt | NHL totalt         | NHL totalt | 7  | 1  | 0  | 1  | 0  | —  | — | —  | —  | —  |

### Internationellt
| År            | Lag           | Turnering     | Resultat      |    | Matcher | Mål | Assist | Poäng | Utv |
| ------------- | ------------- | ------------- | ------------- | -- | ------- | --- | ------ | ----- | --- |
| 2022          | Kanada        | HG18          | 1             | 5  | 4       | 6   | 10     | 2     |     |
| 2023          | Kanada        | U18           | 3             | 7  | 3       | 6   | 9      | 4     |     |
| 2025          | Kanada        | VM            | 5:a           | 5  | 1       | 1   | 2      | 14    |     |
| Junior totalt | Junior totalt | Junior totalt | Junior totalt | 17 | 8       | 13  | 21     | 20    |     |